# Schönenwerd
Schönenwerd est une commune suisse du canton de Soleure, située dans le district d'Olten.

## Géographie
Le territoire communal s'étend entre la vallée de l'Aar et la vallée de la Suhre. Schönenwerde est limitrophe des communes d'Erlinsbach SO, Niedergösgen, Gretzenbach, Kölliken, Oberentfelden et Eppenberg-Wöschnau.

## Histoire

Vue aérienne (1948)

Des découvertes archéologiques prouvent que la région était déjà peuplée au Néolithique.
La première mention documentaire de Schönenwerd se trouve dans le testament de l'évêque Remigius de Strasbourg du 15 mars 778 sous le nom de Werith et Werida, signifiant île, en relation avec un petit monastère sur une île de l'Aar. Le lieu est mentionné pour la première fois en 1332 sous le nom de Schönewert, soit "belle île" ; cette forme composée n'a toutefois pu s'imposer définitivement qu'au XVIe siècle.
L'église romane de l'abbaye Saint-Léodegar, aujourd'hui le plus ancien édifice religieux du canton de Soleure, a été construite vers 1160. Après le siège infructueux de la forteresse lacustre de Rapperswil par la Confédération des VIII cantons en avril 1388, les troupes bernoises et soleuroises qui rentraient chez elles brûlèrent l'église, Schönenwerd appartenant à l'époque aux Habsbourg. Elle fut reconstruite dans les années qui suivirent. 
À la suite de la vente de la seigneurie de Gösgen et de toutes ses possessions par Thomas von Falkenstein en 1458, Schönenwerd devint soleuroise et, avec l'adhésion de Soleure en 1481, confédérée. Comme le canton de Soleure est resté catholique après la Réforme, l'abbaye de Schönenwerd est restée inchangée. 
L'occupation de la Confédération par les troupes révolutionnaires françaises en 1798 a en revanche été plus mouvementée pour le couvent. Les Français imposèrent à toute la Suisse une constitution d'inspiration libérale et laïque, qui sécularisa également cette abbaye. Les offices religieux pouvaient certes encore avoir lieu, mais la paroisse s'appauvrit fortement. Après la chute de Napoléon Ier en 1815, la situation ecclésiastique s'améliora à nouveau quelque peu et l'abbaye fut rétablie.
En 1874, à la suite du Kulturkampf, le conseiller d'État soleurois Wilhelm Vigier supprima définitivement l'abbaye. En 1875, une association catholique chrétienne se forma avec l'industriel de la chaussure Carl Franz Bally comme président. Bientôt, une majorité des catholiques de Schönenwerd ayant le droit de vote se déclara en faveur du catholicisme-chrétien issu du Kulturkampf. Comme ces derniers tinrent leurs cultes dans l'église de l'abbaye à partir de 1876 avec l'autorisation du gouvernement soleurois, le curé catholique romain ne souhaita plus continuer à utiliser cette église, bien que la minorité catholique romaine y eût été autorisée. Une "église de secours" fut construite en conséquence en 1877 pour l'église catholique romaine et elle n'a été remplacée qu'en 1937-1938 par l'actuelle église catholique romaine de l'Assomption.

## Économie

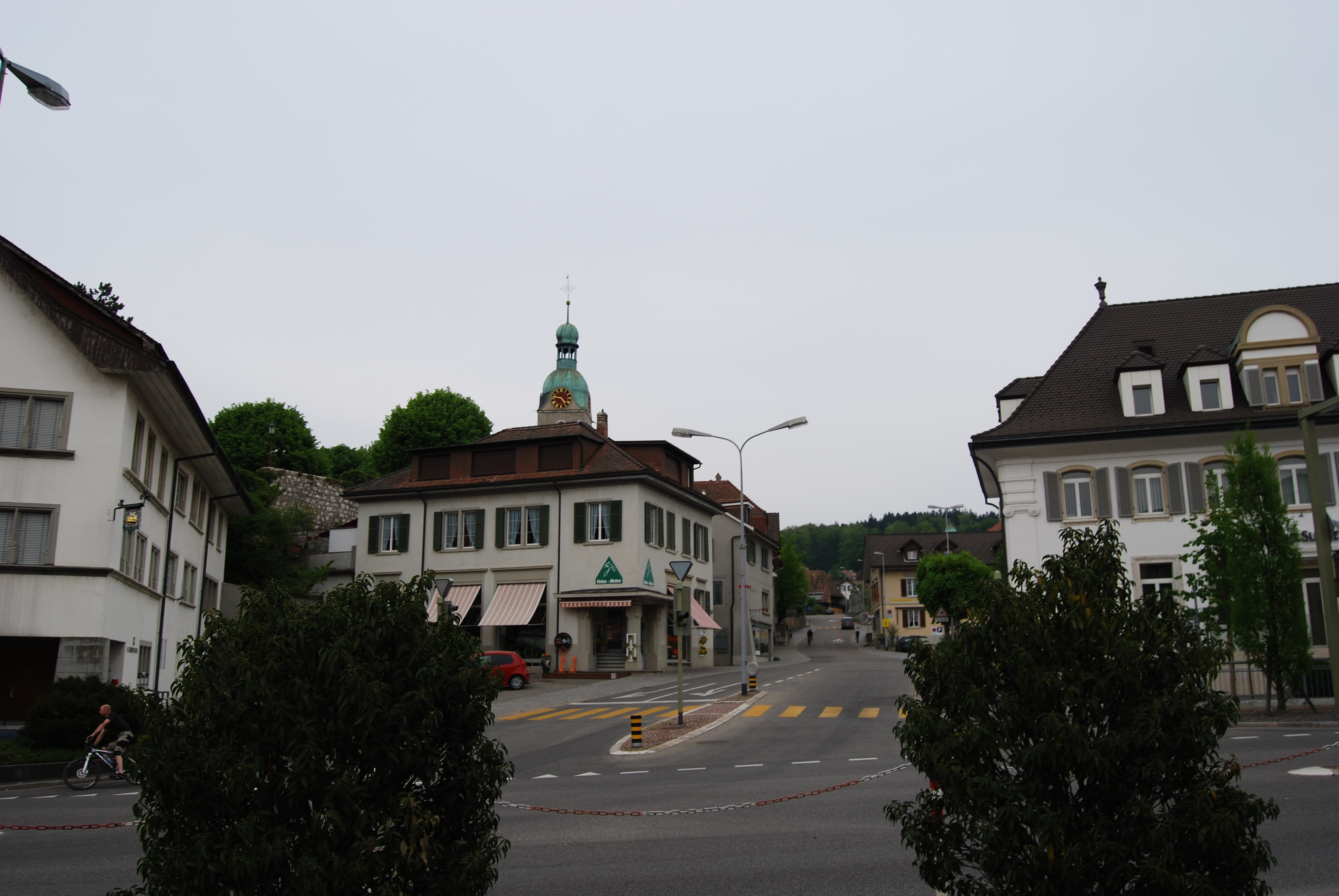
Schönenwerd

Au début du 19e siècle, le village ne comptait pas plus de 500 habitants. Ce n'est qu'avec l'industrialisation et la construction de la ligne de chemin de fer, et surtout avec le succès de l'usine de chaussures Bally, qu'une croissance rapide a commencé. L'usine Bally a dû fermer ses portes dans les années 1990 pour des raisons économiques. 

## Parc Bally
Le parc Bally a obtenu le prix Schulthess des jardins 2016 décerné par Patrimoine suisse. C'est Carl Franz Bally qui a eu l'idée de créer ce parc, vers 1868/1869, lors de l'aménagement d'un canal creusé pour héberger une turbine. À l'époque, posséder un jardin avec des espèces exotiques était considéré comme un signe extérieur de richesse. Le jardin s'étend vingt ans plus tard, en 1889/1890, lorsqu'il est décidé d'élargir le canal. L'entrepreneur fait bâtir à cette occasion, un pavillon chinois, un arboretum et un village sur pilotis à l'échelle 1:2, en s'inspirant de celui présenté par la Suisse lors de l'expo universelle de Paris en 1867. En 1919, il fait construire un réfectoire à l'intention des employés Bally qui ne peuvent pas rentrer chez eux à midi. L'ancienne cantine sert aujourd'hui pour des banquets.

## Personnalités liées dans la commune
- Jonas Fricker (1977-), conseiller national.
- Paul Hubschmid (1917-2001), acteur.